# Chronik der dunklen Wälder
Chronik der dunklen Wälder ist eine neunteilige Fantasy-Roman-Reihe der britischen Autorin Michelle Paver, die von 2005 bis 2022 erschien. Sechs Teile wurden ins Deutsche übersetzt (jeweils von Gerald Jung mit Katharina Orgaß und später mit Sabine Reinhardus). Die Roman-Reihe richtet sich vor allem an Jugendliche.
Die Handlung dreht sich um den jugendlichen Helden Torak und seinen Freund, einen Wolf, und die Suche nach den Mördern seines Vaters und spielt vor 6000 Jahren in Nord-West-Europa.
Im ersten Band „Wolfsbruder“ geht es um einen Dämonenbären, der Fa, Toraks Vater, tötet. Torak muss zum Berg des Weltgeistes, um den Bären zu töten, hat aber nur begrenzte Zeit. Auf dem Weg zum Berg des Weltgeists muss Torak viele Gefahren bestehen und lernt das gleichaltrige Mädchen Renn und einen jungen Wolf kennen.
Im zweiten Teil „Seelenwanderer“ verbreitet einer der sieben Seelenesser eine tödliche Krankheit. Seelenesser sind Schamanen, die versuchen, die Macht mit Hilfe von bösartigen Dämonen an sich zu reißen. Als Torak versucht, ein Gegenmittel für die sich schnell ausbreitende Krankheit zu finden, wird er entführt und findet sich auf einer Insel wieder. Auf der Insel lebt der Robbenclan, der zuerst Vorbehalte hat, aber Torak schließlich freundlich aufnimmt. Renn und sein Freund Wolf (dessen Sprache er versteht, da er 3 Monate bei einer Wölfin gelebt hat) finden ihn dort. Doch da Torak sich dem Robbenschamanen anvertraut und dadurch erfährt, dass er ein Seelenwanderer ist, bringt er seine Freunde und sich in schreckliche Gefahr, da sich der Schamane als Seelenesser herausstellt.
Im dritten Band „Seelenesser“ wird Wolf von Seelenessern entführt. Daraufhin folgen Torak und Renn den Entführern. Diese gehen in den Norden, wo Torak und Renn Leute eines anderen Clans kennenlernen. Torak und Renn befreien Wolf, wobei ein Teil des gefährlichen Feueropals vernichtet wird.

## Bände
- Wolfsbruder
- Torak – Wanderer zwischen den Welten/Seelenwanderer
- Seelenesser
- Schamanenfluch
- Blutsbruder
- Seelenwächter
- The Viper's Daughter
- Skin Taker
- Wolfbane